# HAT-P-32b
HAT-P-32b هو كوكب غير شمسي يدور حول النجم HAT-P-32 ويقع على مسافة تقارب 1,044 سنة ضوئية عن الأرض في كوكبة المرأة المسلسلة. تم التعرف على HAT-P-32b ككوكب محتمل من قبل مشروع شبكة التلسكوب الآلي المجرية (HATNet) للبحث عن الكواكب في عام 2004، على الرغم من أن صعوبات قياس سرعته الشعاعية منعت علماء الفلك من التحقق من هذا الكوكب إلا بعد ثلاث سنوات من المراقبة.